# 세르비아 국립극장

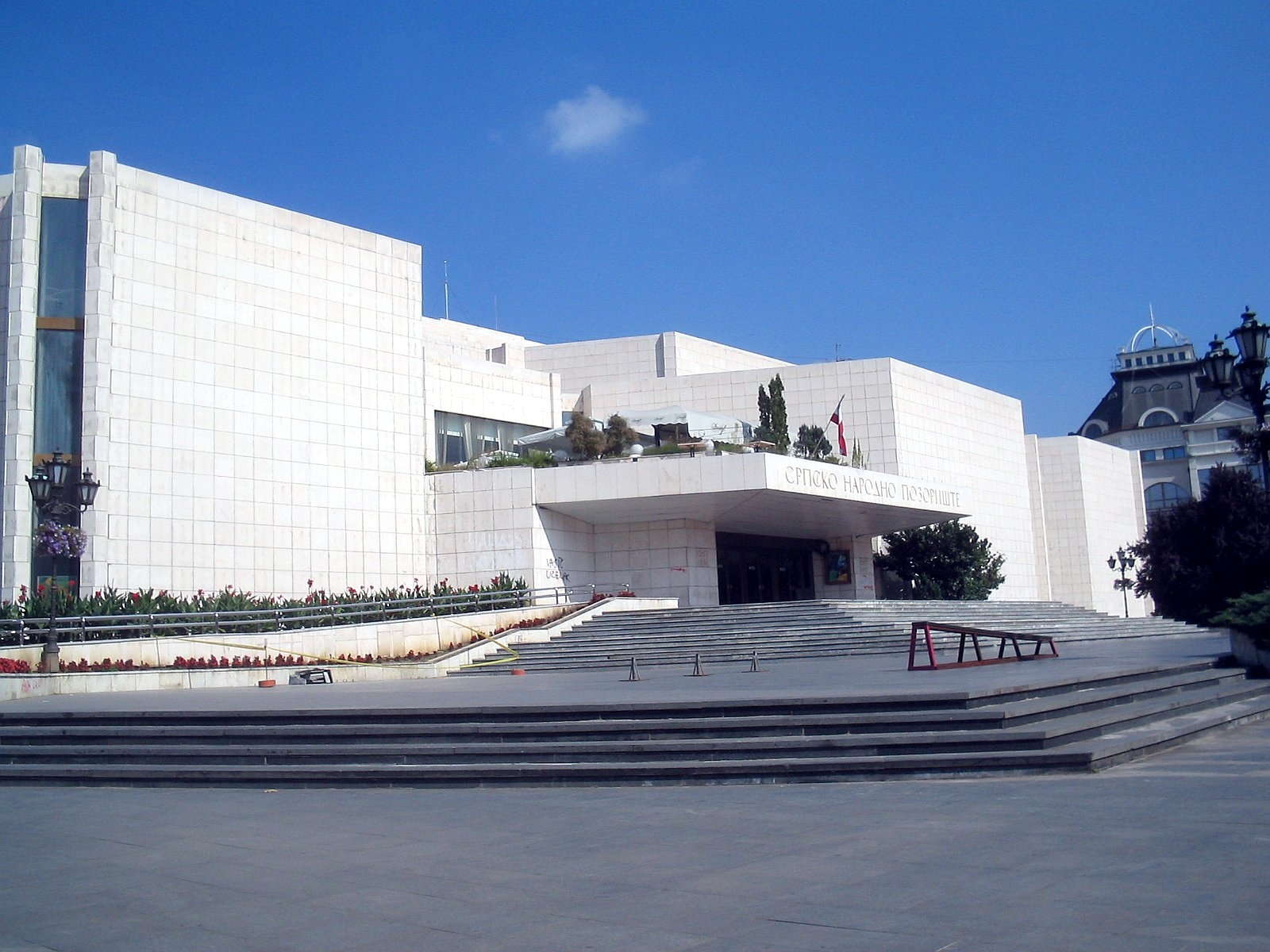
세르비아 국립극장

세르비아 국립극장(세르비아어: Српско народно позориште)은 세르비아 노비사드에 위치한 국립 극장이다.